# Kalma (Göttin)
Kalma ist die Göttin des Todes und der Verwesung in der finnischen Mythologie. Ihr Name bedeutet Leichengestank. Allein durch ihren Geruch sollen Menschen tot umfallen.
Kalma hilft Tuoni und Tuonetar dabei, die Unterwelt Tuonela zu leiten. Ihr Haus wird von Surma bewacht.

## Künstlername
Kalma war auch der Künstlername des ehemaligen Bassisten der Hard-Rock-Band Lordi, der im Oktober 2005 durch OX abgelöst wurde.

## Weblink
- Eintrag auf godchecker.com (englisch)